# مسجد السلام (سلا)
مَسْجِدُ السَّلَام أحدَ مساجدِ سَلَا الرئيسَةِ، يقع قرب سوقُ الصالحين في حي السلام بمقاطعة بطانة بمدينة سلا. أدى فيه ملكُ المغرب صلاةَ آخرِ جمعةٍ من شهر رمضان لعام 1440 (31 ماي 2019)، وكان موضوع الخطبة الأحكام الدينية التي تنظم شهر رمضان وعيد الفطر.